# Fashionably Late
Fashionably Late —en español: Pasado de moda— es el segundo álbum de estudio de la banda de rock estadounidense Falling in Reverse. La producción del álbum se llevó a cabo tras el lanzamiento de su álbum debut, The Drug in Me Is You en 2011. Es el único álbum que presenta al bajista Ron Ficarro, quien luego sería reemplazado por Max Green. El álbum se transmitió a través del canal de YouTube de Epitaph Records el 12 de junio. Fashionably Late fue lanzado el 18 de junio de 2013.

## Antecedentes
Desde principios de 2012, el vocalista Ronnie Radke ya había anunciado que un segundo álbum estaba en marcha luego del lanzamiento en 2011 de su álbum debut, The Drug in Me Is You. Había estado hablando brevemente sobre el álbum, afirmando en Twitter que "[la gente] no entiende a cuántos años luz es mi próximo álbum del anterior". Él y su nuevo compañero de banda, Ron Ficarro, tuitearon fotos de ellos en el estudio con Ryan Ogren trabajando en nueva música. Ronnie dijo un poco sobre el nuevo álbum a Marshal Music News; "El último disco fue tan vengativo, amargo y rencoroso, por lo que todos se preguntan sobre qué voy a cantar a continuación. Y simplemente no estoy listo para que la gente lo sepa. Lo siento. Cuando la gente escuche las cosas nuevas Te prometo que perderán la cabeza... Estamos probando nuevas canciones en este momento, mientras hablamos, y te digo que la gente realmente se volverá loca". Durante su actuación en Dirt Fest 2012 en Birch Run, Michigan, Ronnie anunció a la multitud que sería su último show antes de regresar al estudio para dedicarse a tiempo completo a la creación del segundo álbum de la banda. Ronnie también dijo en una entrevista que estarían en el estudio a fines de 2012 con demos y esperando un lanzamiento a principios de 2013.
La banda pasó a finales de 2012 y principios de 2013 sin ninguna mención del álbum. Finalmente, en el número 1442 de la revista Kerrang!, Ronnie Radke anunció en una entrevista que "¡El disco está terminado! Eso es lo que hicimos después del Warped Tour. ¡Simplemente no le dijimos a nadie! ". También dijo" ¡[se lanzará] a principios del próximo año [verano de 2013]! "El 7 de mayo, la banda lanzó el primer sencillo y video musical, "Alone", del álbum. El título, Fashionbly Late, se anunció oficialmente junto con la portada y una fecha de lanzamiento el 18 de junio de 2013, y los pedidos anticipados del álbum comenzaron el mismo día.
Otra canción del álbum, "Game Over" es una canción de pop punk que incluye efectos de sonido de videojuegos, incluido el efecto de sonido 1-Up de los juegos de Super Mario Bros., y también menciona el Código Konami.
Radke habló sobre el álbum y la adición de nuevos sonidos, incluyendo hip-hop y elementos electrónicos, diciendo que "Mi papá me crió en el metal, pero mi primer amor serio fue el hip-hop". Ronnie explica. "Cuando escuché The Chronic de Dr. Dre, fue cuando me enamoré. No sabía de qué diablos estaban hablando, los ritmos estaban entrelazados, y vino dentro de mí y se apoderó de mí. Cuando agregamos elementos hip -hop estaba pensando, '¿Debería hacer esto? ¡Esto suena loco! ¿A la gente le va a gustar esto?'" También expresó satisfacción con el álbum sobre el álbum debut de Falling in Reverse, así como su primer álbum con Escape the Fate, afirmando, "... Nunca he estado tan orgulloso de algo. El producto final... es el mejor trabajo Que he hecho".
El álbum también es el primero en el que el baterista Ryan Seaman y el bajista Ron Ficarro contribuyeron y grabaron completamente con la banda.
La edición delujo del álbum incluye tres pistas extra, un folleto de álbum ampliado y un póster de banda de doble cara.

## Sencillos y promoción
El primer sencillo del álbum, "Alone", fue lanzado el 7 de mayo de 2013. La canción presenta una mezcla de su sonido metalcore anterior con elementos de rap y música electrónica. Radke declaró que se inspiró en Dr. Dre y su álbum The Chronic, y planea mezclar otras canciones del álbum con sonidos similares. El primer sencillo fue descrito por Zoiks! En línea como, "Combinando grandes ritmos de radio con riffs inductores de moshpit, la pista se dirige directamente a los críticos de Ronnie". En un comunicado de prensa, Radke declaró que "Alone" era, "...Todo lo que siempre quise decirles a todos estos seguidores de Twitter que hablan mierda... [y] quería dejar que todos los que dedican sus vidas a un género de música sabe por qué son tan infelices". El video musical, lanzado el mismo día, mostraba a Radke actuando en la pista de un aeropuerto con un Ferrari conduciendo a su lado. La canción fue criticada por críticos y fanáticos por igual. La mayoría discutió el nuevo estilo de rap y las letras, mientras que otros discutieron el uso de efectos de computadora y auto-tune.
El segundo sencillo, "Fashionably Late", fue lanzado el 20 de mayo de 2013. La canción presentó un sonido que recuerda al primer álbum Falling in Reverse, The Drug in Me Is You, y recibió críticas mucho más positivas que "Alone" tanto de críticos como de fans.
Para promocionar el álbum, Falling in Reverse estará de gira de mayo a julio de 2013, incluido el Vans Warped Tour 2013. El 13 de mayo, Falling in Reverse anunció en Twitter que la banda había cancelado las fechas de la gira debido a que el cantante principal Radke esperaba el nacimiento de su primera hija con Crissy Henderson. Falling in Reverse declaró oficialmente en Facebook: "Nuestras disculpas, pero Falling in Reverse tiene que cancelar el resto de las fechas programadas para mayo. Ronnie no podrá aparecer, ya que su novia está a punto de dar a luz a su primera hija y él necesita estar a su lado. Gracias por tu comprensión. Hasta pronto". Ellos también cancelaron las fechas para el Warped Tour. La gira emitió la siguiente declaración con respecto a la decisión de la banda: "Falling in Reverse se retirará de la gira Warped Tour de este verano. La prometida del cantante principal Ronnie Radke está embarazada de su primera hija que nacerá en breve. Radke ha tomado la decisión que es importante estar en casa con su recién nacida este verano. La banda ofrece sus más sinceras disculpas a todos sus fans que compraron boletos".
El 30 de mayo de 2013, se lanzó otra canción titulada "Born to Lead". Al igual que "Fashionably Late", tiene un sonido que recuerda al primer álbum de la banda, The Drug in Me Is You, pero con un toque más hardcore. Los fanáticos y críticos han comparado la canción con su anterior canción "Goodbye Graceful" con buenas críticas. Aún no se ha confirmado si la canción es un sencillo o no.
El 12 de junio, Epitaph Records subió el álbum completo a su canal de YouTube, cinco días antes del lanzamiento oficial del álbum.
Tras la cancelación de las fechas de su gira y Warped Tour, Falling in Reverse celebró el lanzamiento de Fashionably Late con una actuación especial en el Roxy en West Hollywood, California, el 18 de junio de 2013. El set de una hora fue transmitido en línea y presentado por Hot Topic.

## Desempeño comercial
A pesar de una respuesta negativa al álbum, debutó en el número 17 en el Billboard 200, vendiendo alrededor de 20.000 copias en su primera semana de lanzamiento. Esto es un poco más de mil copias más que su álbum anterior, The Drug in Me Is You, que vendió 18,000 copias en su primera semana y se ubicó solo 2 lugares por debajo de Fashionbly Late, en el #19. En las listas de Billboard, Fashionably Late se ubicó en el número dos en la lista Top Hard Rock Albums, el número cuatro en las listas Modern Rock Albums y Top Rock Albums, el número tres en la lista Top Independent Albums y el número 18 en la lista Top Digital Albums, para un total de seis apariciones en las listas de Billboard de Estados Unidos, incluido el Billboard 200. El álbum ha vendido 105.000 copias en los Estados Unidos hasta febrero de 2015.
A nivel internacional, el álbum llegó a las listas del Reino Unido, alcanzando el puesto 75 en la lista nacional, así como el número 6 en la lista de los 40 mejores álbumes de rock del Reino Unido. El álbum también alcanzó el puesto 20 en la lista australiana de álbumes de ARIA Charts.

## Listado de canciones
Todas las canciones escritas y compuestas por Ronnie Radke, except where noted. 
| Standard Edition |                                         |                                   |          |  |
| N.º              | Título                                  | Escritor(es)                      | Duración |  |
| 1.               | «Champion»                              | Radke, Derek Jones                | 4:02     |  |
| 2.               | «Bad Girls Club (ft. Crissy Henderson)» |                                   | 3:41     |  |
| 3.               | «Rolling Stone»                         | Radke, Omar Espinosa              | 3:53     |  |
| 4.               | «Fashionably Late»                      |                                   | 3:33     |  |
| 5.               | «Alone»                                 |                                   | 4:39     |  |
| 6.               | «Born to Lead»                          | Radke, Ryan Seaman, Jacky Vincent | 5:19     |  |
| 7.               | «It's Over When It's Over»              |                                   | 3:53     |  |
| 8.               | «Game Over»                             |                                   | 3:10     |  |
| 9.               | «Self-Destruct Personality»             | Radke, Jones                      | 4:16     |  |
| 10.              | «Fuck the Rest»                         |                                   | 4:24     |  |
| 11.              | «Keep Holding On»                       |                                   | 4:57     |  |
| 12.              | «Drifter»                               |                                   | 2:46     |  |

Deluxe Edition

| N.º | Título                           | Duración |  |
| 13. | «Where Have You Been»            | 3:24     |  |
| 14. | «Goddamn»                        | 3:16     |  |
| 15. | «Rolling Stone (Shy Kidx Remix)» | 4:46     |  |

Re-issue bonus tracks

| N.º | Título                              | Duración |  |
| 16. | «Gangsta's Paradise» (Coolio cover) | 3:54     |  |
| 17. | «She's a Rebel» (Green Day cover)   | 2:20     |  |

## Personal
Falling in Reverse
- Ronnie Radke – Vocalista principal, piano
- Jacky Vincent – guitarra líder, Coros
- Derek Jones – Guitarra Rítmica, Coros
- Ron Ficarro – Bajo, Coros
- Ryan Seaman – Batería, Percusión, Coros

Músicos adicionales
- Rusty Cooley - solo de guitarra en "Born To Lead"
- Max Green - Bajo, coros en "She's a Rebel"

Production
- Michael Baskette – productor
- Ryan Ogren – Producción adicional, ingeniero, sintetizadores
- Chris Lord-Alge – mixing
- Pete Rutcho – mixing
- Ted Jensen – mastering

## Posiciónes
| Lista (2013)                            | Mejor Posición |
| --------------------------------------- | -------------- |
| Australia (ARIA)                        | 20             |
| Estados Unidos (Billboard 200)          | 17             |
| Estados Unidos (Independent Albums)     | 4              |
| Estados Unidos (Top Alternative Albums) | 3              |
| Estados Unidos (Top Hard Rock Albums)   | 2              |
| Estados Unidos (Top Rock Albums)        | 4              |
| Reino Unido (UK Albums Chart)           | 75             |

## Lanzamiento
| Región         | Dato                | Compañía        | Formato     | Catálogo      | Ref    |
| -------------- | ------------------- | --------------- | ----------- | ------------- | ------ |
| Australia      | 14 de junio de 2013 | Epitaph Records | CD, digital | 8714092725421 | [ 37 ] |
| Unión Europea  | 17 de junio de 2013 | Epitaph Records | CD, digital | B00CPWR9J6    | [ 38 ] |
| Japón          | 18 de junio de 2013 | Epitaph Records | CD, digital | 872742        | [ 39 ] |
| Estados Unidos | 18 de junio de 2013 | Epitaph Records | CD, digital | 87254         | [ 40 ] |